# Babylon’s Fall
Babylon’s Fall ist ein Action-Rollenspiel, entwickelt von Platinum Games und veröffentlicht von Square Enix. Das Spiel wurde für Microsoft Windows, PlayStation 4 und PlayStation 5 am 3. März 2022 veröffentlicht. Das Spiel erhielt allgemein negative Kritiken von Kritikern und war ein signifikanter kommerzieller Misserfolg für Square Enix. Sechs Monate nach der Veröffentlichung des Spiels kündigte Square Enix das Herunterfahren der Server zum Februar 2023 an.

## Spielprinzip
Babylon’s Fall ist ein Action-Rollenspiel, das aus der Third-Person-Perspektive gespielt wird. Der Spieler übernimmt die Kontrolle über einen Sentinel, der einen massiven Turm erklimmen muss, der als Ziggurat bekannt ist. Die Spieler beginnen in einem Hauptquartier, das als Sentinel Force HQ bekannt ist, wo sie mit anderen Spielern interagieren, Läden oder Schmieden besuchen können, um Ausrüstung und Upgrades zu kaufen, und auf Quests zugreifen können. Jede Quest kann alleine gespielt werden, obwohl das Spiel auch einen kooperativen Mehrspielermodus mit vier Spielern unterstützt. Die Spieler steigen in jeder Quest drei bis vier Etagen hinauf, bis sie die Spitze des Turms erreichen. Auf dem Weg dorthin schalten die Spieler Beute frei, mit der sie die Stärke ihrer Charaktere verbessern können.
Jeder Wächter ist mit zwei Waffen ausgerüstet. Der Spieler ist jedoch auch mit einem Gerät ausgestattet, das als Gideons Sarg bekannt ist. Der Sarg ermöglicht es dem Spieler, zwei weitere Spektralwaffen zu tragen. Diese Waffen können nicht mehr benutzt werden, sobald der Spektral-Energiebalken aufgebraucht ist, obwohl er sich mit der Zeit wieder auffüllt. Das Spiel verfügt über fünf verschiedene Waffentypen, darunter Schwert, Hammer, Bogen, Stab und Schild. Am Ende jedes Levels erhalten die Spieler Beute und Ausrüstung. Die Qualität der Ausrüstung hängt von der Leistung des Spielers in einem Level ab. Die Spieler können eine bessere Leistung erzielen, indem sie ihren Angriffsstil variieren, Gegner schnell ausschalten und Angriffen ausweichen.

## Entwicklung
Babylon’s Fall wurde von Platinum Games entwickelt. Laut dem Produzenten Junichi Ehara wollte das Team das Kampfsystem von Nier: Automata erweitern und mit Babylon’s Fall mit dem Mehrspielermodus experimentieren. Der visuelle Stil des Spiels wurde von klassischen europäischen Ölgemälden inspiriert, und die Grafiken wurden mit leinwandähnlichen Texturen erstellt. Das Spiel nahm auch Anleihen bei Final Fantasy XIV, einem Massively Multiplayer Online-Videospiel des Publishers Square Enix. Der Protagonist der Geschichte wurde vom Drehbuchautor Kenichi Iwao mit einem römischen Gladiator verglichen. Die erste geschlossene Betaphase fand im Juli 2021 in Japan und im August 2021 in Europa und Nordamerika statt. Die Betaphase wurde nur lauwarm aufgenommen, wobei sich die Spieler über den unleserlichen visuellen Stil des Spiels beschwerten. Das Entwicklerteam wertete das Feedback der Spieler aus und passte die Grafik des Spiels an, um sicherzustellen, dass sie weniger verschwommen und pixelig ist.
Die Produktion des Spiels begann im Jahr 2017, etwa zur gleichen Zeit wie die Veröffentlichung von Nier: Automata. Das Spiel wurde auf der E3 2018 während der Pressekonferenz von Square Enix enthüllt und sollte ursprünglich 2019 erscheinen. Der erste Blick auf das Gameplay wurde auf der State-of-Play-Präsentation von Sony im Dezember 2019 gezeigt. Auf der E3 2021 wurde es erneut gezeigt, nun als „Game as a Service“, was bedeutet, dass das Spiel nach der Veröffentlichung mit kostenlosen Updates, neuen Spielmodi und Inhalten unterstützt wird. PlatinumGames eröffnete 2020 ein neues Studio in Tokio, um das Studio bei der Entwicklung von Live-Service-Spielen zu unterstützen. Die Entwickler erklärten, dass das Spiel immer als Multiplayer-Live-Service-Titel geplant war, und bedauerten, dass einige Spieler den falschen Eindruck hatten, dass es sich um ein Einzelspieler-Spiel handelte, da frühere Aufnahmen nur Solokämpfe zeigten. Einer der Direktoren des Spiels, Takahisa Sugiyama, erklärte, dass die Herausforderung, ein Online-Live-Service-Spiel zu entwickeln, viel schwieriger war, als wir dachten". Dies sowie die Auswirkungen der COVID-19-Pandemie und die Veröffentlichung neuer Hardware werden als Gründe für die lange Verzögerung des Spiels angeführt.
Das Spiel wurde am 3. März 2022 für Microsoft Windows, PlayStation 4 und PlayStation 5 veröffentlicht, mit plattformübergreifender Spielunterstützung. Spieler, die die Digital-Deluxe-Version des Spiels erworben hatten, konnten am 28. Februar 2022 auf das Spiel zugreifen. Im September 2022 kündigten PlatinumGames und Square Enix an, dass die Server des Spiels am 23. Februar 2023 abgeschaltet werden würden.

## Rezeption
Babylon’s Fall erhielt laut dem Review-Aggregator Metacritic „allgemein ungünstige“ Kritiken.
Destructoid mochte die Kämpfe und lobte die „Sarg-Kombos“ und „geschickten“ Ausweichmanöver, fand aber die eigentliche Struktur des Spiels langweilig; „die meisten Herausforderungen sind die gleichen Gänge, neu gemischt, und die gleichen Feinde, leicht abgewandelt“ Rock Paper Shotgun mochte den Spielverlauf nicht und schrieb, dass er unnötig verwirrend sei; „Man hetzt durch Korridore und in zunehmend schwierigere Arenen... Gelegentlich gibt es gelbe Kugeln, die man auf dem Weg einsammeln kann, obwohl mir nicht gesagt wurde, was sie bewirken. Besiegt man eine Arena, gibt einem das Spiel einen Rang, wie Stein oder Bronze oder reines Platin, was einem auch… nichts einbringt…“
Auf Steam hat das Spiel ein Allzeithoch von 1.166 gleichzeitigen Spielern, das im Mai 2022 auf nur einen Spieler fiel. In Japan verkaufte sich die physische PlayStation-4-Version von Babylon’s Fall in der ersten Woche nach der Veröffentlichung 2.885 Mal und war damit das vierundzwanzigstmeistverkaufte Spiel der Woche in diesem Land. Die PlayStation-5-Version verkaufte sich in derselben Woche in Japan 2.224 Mal und war damit das siebenundzwanzigste meistverkaufte Spiel der Woche in Japan.
PC Games empfindet das Spiel als eine „Vollkatastrophe“.
Buffed meint: „Einzig beim Kampfsystem merkt man in Ansätzen die Expertise von Platinum Games. Ansonsten wirkt Babylon‘s Fall wie ein generisches Koop-Service-Game, auf das die Entwickler selbst keine Lust hatten.“